# Sphenoptera boanoi
Sphenoptera boanoi es una especie de escarabajo del género Sphenoptera, familia Buprestidae. Fue descrita científicamente por Curletti & Magnani en 1988.

## Distribución
Habita en la región paleártica.